# Dağ Bilici
Dağ Bilici (ryska: Даг Билиджи) är en ort i Azerbajdzjan.   Den ligger i distriktet Şabran Rayonu, i den nordöstra delen av landet, 130 km nordväst om huvudstaden Baku. Dağ Bilici ligger 567 meter över havet och antalet invånare är 696.
Terrängen runt Dağ Bilici är huvudsakligen kuperad. Dağ Bilici ligger uppe på en höjd. Närmaste större samhälle är Divichibazar, 11,2 km öster om Dağ Bilici. 
Trakten runt Dağ Bilici består till största delen av jordbruksmark. Runt Dağ Bilici är det ganska glesbefolkat, med 47 invånare per kvadratkilometer.